# Sisyrinchium chilense
Sisyrinchium chilense là một loài thực vật có hoa trong họ Diên vĩ. Loài này được Hook. miêu tả khoa học đầu tiên năm 1827.